# Muhammad Taqi-ud-Din al-Hilali
 (mars 2025).
Si vous disposez d'ouvrages ou d'articles de référence ou si vous connaissez des sites web de qualité traitant du thème abordé ici, merci de compléter l'article en donnant les références utiles à sa vérifiabilité et en les liant à la section « Notes et références ».
En pratique : Quelles sources sont attendues ? Comment ajouter mes sources ?
 (mai 2023).
La mise en forme du texte ne suit pas les recommandations de Wikipédia : il faut le « wikifier ».
Les points d'amélioration suivants sont les cas les plus fréquents. Le détail des points à revoir est peut-être précisé sur la page de discussion.
- Les titres sont pré-formatés par le logiciel. Ils ne sont ni en capitales, ni en gras.
- Le texte ne doit pas être écrit en capitales (les noms de famille non plus), ni en gras, ni en italique, ni en « petit »…
- Le gras n'est utilisé que pour surligner le titre de l'article dans l'introduction, une seule fois.
- L'italique est rarement utilisé : mots en langue étrangère, titres d'œuvres, noms de bateaux, etc.
- Les citations ne sont pas en italique mais en corps de texte normal. Elles sont entourées par des guillemets français : « et ».
- Les listes à puces sont à éviter, des paragraphes rédigés étant largement préférés. Les tableaux sont à réserver à la présentation de données structurées (résultats, etc.).
- Les appels de note de bas de page (petits chiffres en exposant, introduits par l'outil «  Source ») sont à placer entre la fin de phrase et le point final[comme ça].
- Les liens internes (vers d'autres articles de Wikipédia) sont à choisir avec parcimonie. Créez des liens vers des articles approfondissant le sujet. Les termes génériques sans rapport avec le sujet sont à éviter, ainsi que les répétitions de liens vers un même terme.
- Les liens externes sont à placer uniquement dans une section « Liens externes », à la fin de l'article. Ces liens sont à choisir avec parcimonie suivant les règles définies. Si un lien sert de source à l'article, son insertion dans le texte est à faire par les notes de bas de page.
- La présentation des références doit suivre les conventions bibliographiques. Il est recommandé d'utiliser les modèles {{Ouvrage}}, {{Chapitre}}, {{Article}}, {{Lien web}} et/ou {{Bibliographie}}. Le mode d'édition visuel peut mettre en forme automatiquement les références.
- Insérer une infobox (cadre d'informations à droite) n'est pas obligatoire pour parachever la mise en page.

Pour une aide détaillée, merci de consulter Aide:Wikification.
Si vous pensez que ces points ont été résolus, vous pouvez retirer ce bandeau et améliorer la mise en forme d'un autre article.
 (mai 2023).
Muhammad Taqi-ud-Din al-Hilali, aussi appelé Mohamed Taqidun al-Hilali (en arabe محمد تقي الدين الهلالي ; 1893 AD - 22 juin 1987) est un linguiste, écrivain, poète et une figure importante du salafisme marocain, notamment connu pour avoir traduit le Coran en anglais.
Parmi ses œuvres les plus importantes figure la traduction de Sahih al-Bukhari en anglais du Coran aux côtés de Muhammad Mohsin Khan.

## Biographie
Taqi al-Din, dit « Abou Shakib », est né dans le village de Al-Farkh, également appelé Al-Fayda Al-Qadima, à quelques kilomètres de Risani, qui se trouve dans la vallée de la ville de Sijilmasa, dans la région du Tafilalet, situé à l'est du Royaume du Maroc. Il a grandi dans une famille spécialisée dans le fiqh musulman, puisque son père et son grand-père étaient des juristes religieux.
Il est issu d'une famille d'ascendance chérifienne husseinite. Il lit le Coran et le mémorise en entier à l'âge de douze ans.
Il termine ses études primaires vers ses quinze ans. Après la mort de son père, il se déplace dans diverses tribus, avant de s'installer chez les Zayanes. Il devient progressivement l'imam principal dans leur mosquée et enseigne le Coran aux enfants. Il apprend d'ailleurs la langue berbère. En 1919, il se rend dans la ville d'Oujda, où il étudie quelque temps aux mains du juge Ahmed Al-Sekirij, et se plonge dans la langue, la grammaire, la littérature, la jurisprudence et l'interprétation.
En 1961, il se rend à Fès, souhaitant étudier auprès d'érudits musulmans, tels qu'Al-Fatimi Al-Sharawi, ou Mohammed Belarbi Alaoui, et obtint un certificat de l'université Al-Qarawiyyin.
Les autorités françaises le condamnent à mort au Maroc en raison de ses activités anticoloniales.

### Études religieuses en Égypte
En 1922, alors âgé de 26 ans, Taqi al-Din quitte le Maroc pour l'Égypte. Son objectif était d'étudier plus en profondeur les hadiths. Il s'inscrit à la mosquée Al-Azhar, mais il n'y resta pas longtemps. Insatisfait de cette courte période d'apprentissage, il s'en coupa et rejoignit le cercle d'un savant musulman, considéré comme réformiste, Muhammad Rashid Rida. Taqi-ud-Din y apprend les bases de l'authentification des hadiths.

### Études en Allemagne et collaboration avec le régime nazi
Chakib Arslan, un ami de Taqi al-Din al-Hilali, a écrit une recommandation à l'un de ses amis au ministère allemand des Affaires étrangères, dans laquelle il déclare :
« "عندي شاب مغربي أديب ما دخل ألمانيا مثله، وهو يريد أن يدرِّس في إحدى الجامعـات، فعسى أن تجدوا له مكاناً لتدريس الأدب العربي براتب يستعين به على الدراسة »
— Chakib Arslan 
        
« J'ai un jeune écrivain marocain, sans équivalent en Allemagne, qui souhaite enseigner dans l'une des universités. J'espère que vous pourrez lui trouver une place pour enseigner la littérature arabe avec un salaire qui lui permettra de poursuivre ses études. »
 Grâce à cet intermédiaire, Al-Hilali est nommé en 1936 à l'Université de Bonn. En 1939, il part étudier à Berlin et obtient son doctorat en 1940 à l'Université Humboldt de Berlin. Dans sa thèse, il réfute les affirmations d'orientalistes tels que Martin Hartmann et Carl Brockelmann. Durant cette période, il a également été présentateur d'émissions arabes à la radio du Reich ainsi que directeur du département culturel de l'Institut central islamique de Berlin.

Il décide de s'engager aux côtés de l'Axe, contre la France, la Grande-Bretagne et l'Espagne. Son hostilité envers les forces alliées est évidente à travers certains de ses propos : 
« أعادي فرنسا ما حييتُ وإن أمت فأوصي أحبائي يعادونها بعدي »
— Muhammad Taqi-ud-Din al-Hilali 
        
« Je combattrai la France tant que je vivrai, et si je meurs, je demande à mes proches de continuer à la combattre après moi. »
Vers la fin de la seconde guerre mondiale, al-Hilali retourne au Maroc, dans ce qui est alors le protectorat français au Maroc.

## Sa famille et son retour au Maroc
Il s'est marié à Médine, puis en Irak, et a eu deux filles, dont l'une deviendra enseignante en Arabie Saoudite, lors de l'ouverture des écoles pour filles.
En revenant au Maroc, il fut nommé professeur à l'Université Mohammed-V de Rabat, transféré ensuite dans une antenne universitaire située à Fès. En 1968, il reçut une invitation de l'ancien grand muphti saoudien, Abd al-Aziz ben Baz, alors président de l'Université islamique de Médine, pour donner des cours de jurisprudence. Il quitta plus tard l'université et retourna dans la ville de Meknès, au Maroc, pour se consacrer entièrement à la da'wah.
Il est décédé le lundi 22 juin 1987, chez lui, à Casablanca, et a été inhumé à Sabata. Ses funérailles ont été suivies par un grand nombre de personnes, dont des universitaires, des intellectuels et des politiciens.

## Ses écrits
Les livres de Taqi al-Din al-Hilali sont nombreux, écrits à différentes époques et dans différentes parties du monde, notamment : 
- Le chemin de la guidance est dans la guidance du meilleur des serviteurs ;
- Le cubitus visible et la pleine lune dans l'explication de Sahih al-Bukhari [Vol ;1 uniquement] ;
- Inspiration et bétail dans l'interprétation du bétail ;
- Brève guide Hébron dans les croyances et le culte de la Galilée ;
- Le don guide de la communauté tidjani ;
- Juge de justice dans la règle de construction sur les tombes ;
- La science bien connue, le célèbre drapeau et la bannière publiée dans les hérésies des tombes ;
- Ahl al-Bayt ce qu'ils ont et ce qu'ils ont ;
- Une note de bas de page au Livre du Monothéisme par Muhammad ibn Abd al-Wahhab ;
- Une note de bas de page sur la révélation des soupçons par Muhammad ibn Abd al-Wahhab ;
- Hussam destructeur de tout polythéiste et hypocrite ;
- La médecine des sceptiques et le suppresseur des sceptiques en réponse aux athées ;
- Preuves évangéliques que Jésus est entré en esclavage et est innocent de la divinité ;
- Détachez le captif Al-Aani enchaîné avec le câble Tijani ;
- Fadl Al-Kabeer Al-Motaalli (un recueil de poésie) ;
- Les plus beaux noms de Dieu (poème) ;
- La prière du matin est dans la règle de la prière du voyageur ;
- Les contrats Al-Duri empêchent l'identification de la progéniture ;
- La culture dont nous avons besoin (essai) ;
- Éducation et éducation des femmes (article) ;
- Ce qui s'est passé dans le Coran dans une langue autre que les Arabes (article) ;
- Éthique de la jeunesse musulmane (article) ;
- D'inspiration andalouse (poème) ;
- Redresser les deux langues.